# زیردریایی یو-۶۰۷
زیردریایی یو-۶۰۷ (به انگلیسی: German submarine U-607) یک زیردریایی بود که طول آن ۶۷٫۱ متر (۲۲۰ فوت ۲ اینچ) بود. این زیردریایی در سال ۱۹۴۱ ساخته شد.